# أسلام أباد 21 (مشيز بردسير)
أسلام أباد 21 (بالفارسية: اسلام‌آباد 21) هي مستوطنة تقع في إيران في البلدة المركزية. يقدر عدد سكانها بـ 56 نسمة بحسب إحصاء 2016.